# Remicourt, Liège
Remicourt là một đô thị ở tỉnh Liège. Tại thời điểm ngày 1 tháng 1 năm 2006, Remicourt có tổng dân số 5.012 người. Tổng diện tích là 22,58 km² với mật độ dân số 222 người trên mỗi km².